# 宗教音楽
宗教音楽（しゅうきょうおんがく）とは、
1. 宗教的な行事・儀式の一部あるいは背景として演奏される音楽のこと。つまり、礼拝（典礼・奉神礼）のための賛美歌や聖歌、祭礼などに用いられる音楽など、宗教的な実用音楽である。
2. 宗教的なことを題材とし礼拝とは別に半ば独立して演奏される音楽。例えば、オラトリオや受難曲などのキリスト教的題材を元にした楽劇など。宗教的な芸術音楽である。

## キリスト教
具体的には、賛美歌や聖歌、ミサ曲、モテット、カンタータ、コラール、オラトリオ、レクイエムなどが挙げられ、それらはミサ典礼文や聖書に基づいたテキストによって構成されている。

古くは作曲家はテキストに基づき、限られた音形のなかで曲を創造していたがルネッサンス、宗教改革を経て楽曲が飛躍的に豊かになった。現在の西洋音楽はキリスト教音楽から発達したといえよう。
キリスト教（西方教会）の代表的な宗教曲としては、グレゴリオ聖歌、バッハの「ミサ曲 ロ短調」、「マタイ受難曲」、あるいは、ヘンデルの「メサイア」、あるいはモーツァルトの「レクイエム」などが挙げられる。
なお東欧に広がる正教会の聖歌については、西欧の影響を受けつつも、独自の教会文化の基盤の下に発展した部分も少なくない。特に正教会では現在に至るまで楽器の伴奏が原則として禁止されており、無伴奏聖歌が発展することとなった。正教会聖歌の著名な作曲家としてはボルトニャンスキー、チャイコフスキー、アルハンゲルスキー、ラフマニノフ等が挙げられる。

## 仏教
仏教における宗教音楽としては、声明（しょうみょう）や御詠歌や仏教讃歌などが挙げられる。ケージの偶然性の音楽は禅宗からの思想による宗教的技術による音楽である。

## 神道・儒教
神道、儒教における宗教音楽としては、神楽、中国の雅楽などがある。